# Riotetra
Riotetra (Hyphessobrycon flammeus) är en fiskart som beskrevs av Myers 1924. Riotetra ingår i släktet Hyphessobrycon och familjen Characidae. Inga underarter finns listade i Catalogue of Life. Riotetror finns naturligt i Brasilien och blir fem centimeter långa. De är stimfiskar som behöver ett akvarium på minst 60 liter. Trots att de är stimfiskar rör de sig inte synkroniserat i vattnet om de inte hålls i ett större antal.